# Джей Сі Гонсалес
Хуан Каміло Гонсалес ( ісп. Juan Camilo Gonzalez; нар. 8 березня 1990, м. Богота, Колумбія) — колумбійський актор, співак, автор пісень, більш відомий за своїм сценічним псевдонімом Джей Сі Гонсалес (англ. JC Gonzalez) Його кар'єра почалася в 2009 році, коли він знявся у телевізійних рекламних роликах в Техасі. Гонсалес також був кандидатом до участі в реаліті-шоу «Making Menudo», на каналі MTV. Для участі в шоу було обрано двадцять п'ять співаків-білінгвів. Гонсалес також знімався у кіно і на телебаченні, наприклад: "Парки та Відпочинок" (англ. "Parks and Recreation") ," Blue"  (вебсеріал) та "Los Americans".

## Дитинство
Гонсалес народився в Боготі, Колумбії  в 1990 році. Є старшою дитиною в сім'ї. В дитинстві Гонсалес був гіперактивним хлопчиком, за що отримав прізвисько «терремото» (Землетрус). Коли йому було сім років, Гонсалес і його сім'я переїхали до Х'юстона, оскільки його молодший брат потребував лікування.
Гонсалес вчився в молодшій школі Gimnasio Los Caobos в Боготі, і пізніше в школі Clements High School в Сахара Ленд, штат Техас.

## Кар'єра

### Музика
Гонсалес записав власний матеріал, а також ремікс пісні «El Perdón» Енріке Іглесіаса та  Ніккі Джема (англ. Nicky Jam). З 2016 року Гонсалес займався підготовкою до випуску свого дебютного сольного альбому під назвою "AwakIn" до якого ввійшли пісні англійською та іспанською мовами. Головна характеристика музичного стилю пісень — поєднання латинських ритмів з американською реп і поп-музикою.

### Телебачення та кіно
Гонсалес почав свою акторську кар'єру зі зйомок в рекламних роликах в Техасі. Після закінчення середньої школи, Гонсалес переїхав до Лос-Анджелеса, де почав зніматися в рекламі й телесеріалах. Він знімався в телевізійній рекламі для таких брендів як: Ford , Honda, та AT&T .
У січні 2007 року Гонсалес проходив кастинг на участь в реаліті-шоу «Making Menudo» в Лос-Анджелесі . Він не пройшов до шоу, і тому почав брати уроки танців і взяв участь в кастингу в Далласі . У Далласі Гонсалес був обраний пуерто-риканським співаком Луїсом Фонсі і ведучим радіостанції радіостанції Даніелем Луною як один з двадцяти п'яти учасників, які були відправлені до Нью-Йорка. Саме в Нью-Йорку вони знялися в серіалі «Road to Menudo» . Gonzalez був одним з 15 учасників, які пройшли далі до шоу «Making Menudo».
В 2007 році на тому ж проекті «Making Menudo» Гонсалес був обраний як один з кандидатів для відбору нового складу латиноамериканського гурту Menudo . Музичний стиль гурту характеризувався поєднанням сучасної міської, поп-і рок-музики. Гурт мав випустити декілька альбомів на лейблі Sony BMG Epic Records. Було проведено декілька прослуховувань в різних містах, таких як Лос-Анджелес, Даллас, Маямі, Нью-Йорк. Гонсалес успішно пройшов кастинг в Далласі.У рамках шоу в місті Сауз Біч, Гонсалес разом з чотирнадцятьма іншими молодими виконавцями, вчилися співати і танцювати протягом майже чотирьох місяців.
Як актор, Гонсалес відомий за зйомками у вебсеріалі «Los Americans» (2011), в якому оповідається історія життя декількох поколінь сім'ї середнього класу, що живе в Лос-Анджелесі. В серіалі також грали Есаї Моралесом, Лупе Онтіверосом, Тоні Плана, Реймонд Крус, Івонна ДеЛароза та Ана Віллафане .
У 2009 році в ролі венесуельського стажера Джонні, Гонсалес з'явився в серії «Sister City» серіалу «Парки і рекреація».. У 2010 році Гонсалес зіграв головну роль у відеокліпі Кая Розенталя (Can't Get You Out My Mind). Гонсалес також з'явився в "Locked Up за abroad" , "Hard Times" , "How to rock" , "Parenthood". У 2010 році Гонсалес зіграв роль серіалі « Вікторія-переможниця» в серії («Виживання в спеку»).
У "Locked Up за abroad" Дж. Гонсалес зіграв роль брата Лії МакКорд, якого заарештуваи в аеропорту Бангладеша за контрабанду наркотиками.У 2010 році Гонсалес знявся в другому сезоні комедійно-драматичного серіалу "Parenthood". каналу NBC Він зіграв роль танцюриста в серії «Бергер». Також у 2010 році Гонсалес знявся в ролі любовного інтересу Аріани Гранде в серії «Виживання під час спеки» серіалу «Вікторія-переможниця». В серіалі «Parenthood» (сезон 2) Гонсалес виконав роль молодого члена Братства в серії Orange Alert. Потім в 2011 році Гонсалес знявся у серії Big Time Strike серіалу "Big Time Rush".У 2012 році в серії американського підліткового ситкому « How to Rock a Newscast» Гонсалес зіграв футболіста-хулігана.
З 2015 по 2018, найпримітнішими ролями Гонсалеса були роль Джейка в серії " Blue Christmas " американського телесеріалу "NCIS: New Orleans" , роль «Кайла» в американському драматичному телесеріалі "9-1-1" і роль «DJ Diego Spiz» в американській юридичній драмі телеканалу Amazon Studios під назвою Goliath. Гонсалес знявся в вебсеріалі «Los Americans», показ якого розпочався в травні 2011 року. У 2013 році Гонсалес з'явився у вебсеріалі "Blue" . Гонсалес також знімався в інших вебсеріалах, таких як "Ragdolls" в 2013 році.

JC Gonzalez

## Особисте життя
Гонсалес виріс у Sugar Land , штат Техас, передмісті Х'юстона, і зараз проживає в Лос-Анджелесі , штат Каліфорнія .

## Фільмографія

### Фільми та відео
| Рік  | Назва                                                         | Роль                         | Примітки                     |
| ---- | ------------------------------------------------------------- | ---------------------------- | ---------------------------- |
| 2009 | Second Coming                                                 | Офіцер поліції (Хуан Каміло) | Відео                        |
| 2012 | Slumber Party Slaughter                                       | Ренді                        | Фільм                        |
| 2014 | 11:11                                                         | Райан                        | Короткометражка              |
| 2015 | Elena                                                         | Віктор                       | Короткометражка              |
| 2015 | Hot Flash: The Chronicles of Lara Tate — Menopausal Superhero | Кок Блок                     | Фільм                        |
| 2017 | More Than Enough (Original title: Good After Bad)             | Коллін                       | Фільм режисера: Ан-Марі Гесс |
| 2018 | Ernesto's Manifesto                                           | Логан                        | Фільм                        |

### Телебачення
| Year | Title                                 | Role              | Notes                                                                  |
| ---- | ------------------------------------- | ----------------- | ---------------------------------------------------------------------- |
| 2007 | Making Menudo                         | JC                | MTV реаліті-шоу                                                        |
| 2008 | Locked Up Abroad                      | брат Лії Корд     | Серія: Bangladesh National Geographic Channel                          |
| 2009 | Parks and Recreation                  | Джонні            | Серія: «Sister City»                                                   |
| 2010 | The Hard Times of RJ Berger TV Series | танцюрист з ножем | Серія: The Berger Cometh                                               |
| 2010 | Вікторія-переможниця                  | Бен               | Серія: Survival of the Hottest                                         |
| 2010 | Parenthood                            | Член Братства     | Серія: Orange Alert                                                    |
| 2011 | Big Time Rush                         | Констарт          | Серія: Big Time Strike                                                 |
| 2012 | How to Rock                           | Футболіст-хуліган | Серія: How to Rock a Newscast, TV Series                               |
| 2013 | RagDolls                              | Матео             | Серії: Bésame Mucho; The Sexy Bra; Undercover Date Agent; The Pot Shop |
| 2014 | I Didn't Do It                        | Майк              | Серія: Lindy Nose Best                                                 |
| 2015 | NCIS: New Orleans                     | Джейк             | Серія: «Blue Christmas»                                                |
| 2018 | 9-1-1 (TV series)                     | Кайл              | серіал                                                                 |
| 2018 | Goliath (TV series)                   | DJ Diego Spiz     | серіал                                                                 |

### Вебсеріали
| Рік  | Назва                         | Роль           | Примітки |
| ---- | ----------------------------- | -------------- | --- |
| 2009 | Love Fifteen                  | Син Сінді Лі   | Сінді Лі (Паола Турбай) |
| 2011 | Los Americans — Денніса Леоні | Пол Валензуела | Серія: Going to Mexico; The Truth Hurts; Secrets; Lead Us Not Unto Temptation; Family Heirloom; The Legacy; Fish and House Guests; Happy Birthday |
| 2013 | 'Blue'(вебсеріал)             | Гаррі          | Серія: What Kind of a Name Is Blue? |

### Рекламні ролики
| Comercial                           | Папір    | Канал                        |
| ----------------------------------- | -------- | ---------------------------- |
| Honda Fit (англійська / англійська) | Основний | Національний                 |
| Джек у вікні (іспанська)            | Основний | Національний                 |
| HCCS Fall Commercial                | Основний | Регіональний                 |
| Нерф Вулкан Хасбро                  | Основний | Регіональний                 |
| Академія Спортивні товари           | Основний | Регіональний                 |
| Houston Community College           | Основний | Регіональний (інституційний) |
| Національний                        | Основний | Онлайн                       |
| Fiesta Rock                         | Основний | Регіональний                 |
| Підключіть EDU                      | Основний | Онлайн                       |
| Nintendo Wii                        | Основний | Національний                 |
| KFC                                 | Основний | Національний                 |
| AT&T                                | Основний | Національний                 |
| Ford Focus                          | Основний | Національний                 |

### Пісні
| Рік  | Назва                  | Позиція    | Позиція  | Альбом                    |
| Рік  | Назва                  | R & B EEUU | EEUU Rap | Альбом                    |
| ---- | ---------------------- | ---------- | -------- | ------------------------- |
| 2015 | Equation of Love       | -          | -        | Equation of Love — Single |
| 2015 | Quiet Game             | -          | -        | Quiet Game — Single       |
| 2015 | Cupid                  | -          | -        | AwakIN                    |
| 2015 | Zoom                   | -          | -        | Zoom — Single             |
| 2015 | Prendete               | -          | -        | AwakIN                    |
| 2016 | Solitary Conversations | -          | -        | 2moonS                    |
| 2016 | Luchando               | -          | -        | 2moonS                    |
| 2016 | Let me be me           | -          | -        | 2moonS                    |